# Culicoides hollensis
Culicoides hollensis är en tvåvingeart som först beskrevs av Axel Leonard Melander och Charles Thomas Brues 1903.  Culicoides hollensis ingår i släktet Culicoides och familjen svidknott. Inga underarter finns listade i Catalogue of Life.